# Напалкова Олена Сергіївна
Олена Сергіївна Напалкова (17 серпня 1997) — українська волейболістка, зв'язуючий. Бронзова призерка всесвітньої студентської Універсіади 2017 року.

## Із біографії
Вихованка запорізької волейбольної школи. З шістнадцяти років захищала кольори «Хіміка». Через два сезона вже була гравцем основного складу южненського клубу, який у той час вигравав всі загальноукраїнські турніри. Визнавалася кращою зв'язуючою Суперкубка України 2017 і 2018 років. У Кубку Європейської конфедерації волейболу провела шість матчів проти команд з Швейцарії, Німеччини і Угорщини.
Бронзова медалістка Універсіади 2017 року на Тайвані. У півфіналі українки поступилися команді Росії, а в матчі за третє місце виграли у господарок турніру. Брала участь в наступних всесвітніх студентських іграх в Італії. На першому етапі збірна України поступила командам з Німеччини, Китаю та Бразилії і посіла останнє місце в своїй групі. На цих змаганнях представляла Запорізький національний технічний університет.
Влітку 2019 року разом з Діаною Карпець, Катериною Дудник і Дарією Дрозд перейшла до новоствореного СК «Прометей» з Кам'янського. Після одного сезону в команді з Дніпропетровської області продовжила кар'єру за кордоном.

## Клуби
| Роки      | Команди                    |
| --------- | -------------------------- |
| 2013—2019 | «Хімік» (Южне)             |
| 2019—2020 | «Прометей» (Кам'янське)    |
| 2020—2021 | «Політехніка» (Гливиці)    |
| 2021—2023 | «Ліїга Плокі» (Пигтіпудас) |
| 2023—2024 | «Неа Саламіна» (Фамагуста) |
| 2024—2025 | «Гянджа»                   |
| 2025—     | ЛП «Вієсті» (Сало)         |

## Досягнення
- Чемпіон України (6): 2014, 2015, 2016, 2017, 2018, 2019
- Володар кубка України (6): 2014, 2015, 2016, 2017, 2018, 2019
- Володар суперкубка України (8): 2016, 2017, 2018

## Статистика
Статистика виступів за українські клуби:
| Сезон   | Клуб                    | Чемпіонат | Чемпіонат | Чемпіонат | Кубки | Кубки | Кубки | Єврокубки | Єврокубки | Єврокубки |
| Сезон   | Клуб                    | Ігри      | Сети      | Очки      | Ігри  | Сети  | Очки  | Ігри      | Сети      | Очки      |
| ------- | ----------------------- | --------- | --------- | --------- | ----- | ----- | ----- | --------- | --------- | --------- |
| 2013/14 | «Хімік» (Южне)          | 9         |           |           | 0     | 0     | 0     | 0         | 0         | 0         |
| 2014/15 | «Хімік» (Южне)          | 13        |           |           | 0     | 0     | 0     | 0         | 0         | 0         |
| 2015/16 | «Хімік» (Южне)          | 20        |           |           | 2     |       |       | 0         | 0         | 0         |
| 2016/17 | «Хімік» (Южне)          | 30        |           |           | 1+1   |       |       | 0         | 0         | 0         |
| 2017/18 | «Хімік» (Южне)          | 33        |           |           | 3+1   |       |       | 4         |           | 14        |
| 2018/19 | «Хімік» (Южне)          | 31        | 80        | 80        | 5+1   | 14+3  | 20+1  | 2         |           | 7         |
| 2019/20 | «Прометей» (Кам'янське) | 26        | 66        | 76        | 9     | 25    | 38    | 2         | 6         | 3         |
| Всього  | Всього                  | 162       |           |           | 23    |       |       | 8         |           |           |

## Галерея

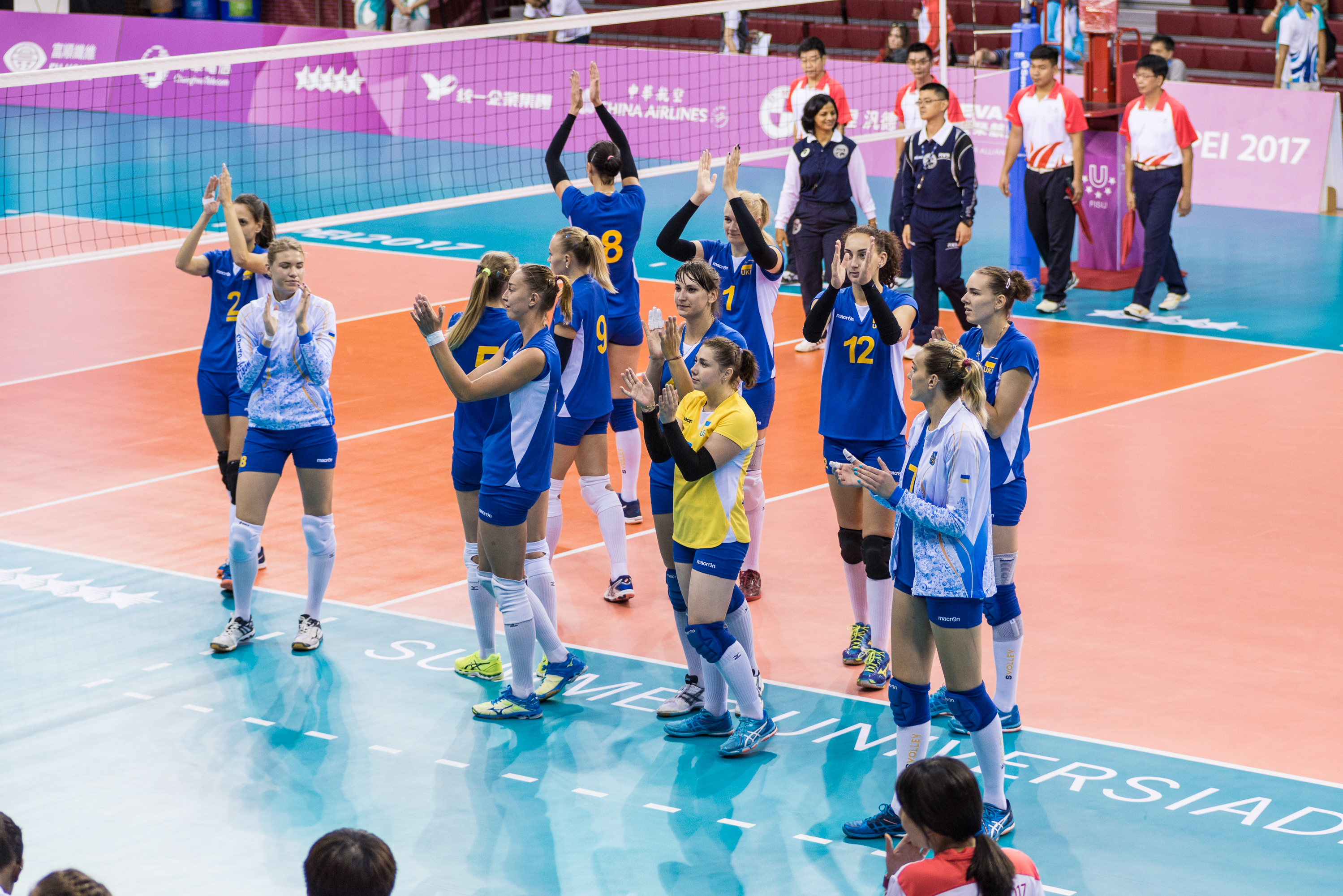
Студентська збірна України — бронзовий призер Універсіади-2017.